# Kärlek & uppror
Kärlek & uppror er det svenske punkband Ebba Gröns andet album. Albummet udkom i 1981. I forhold til bandets første album var inspirationen fra punk knap så markant, hvilket indebar, at albummet ramte et bredere publikum. Albummet blev indspillet og produceret på en anden måde end det første album, We're Only in It for the Drugs, der var indspillet i en fabrikshal. Kärlek & uppror blev indspillet i et lydstudie, og ifølge bandet blev der anvendt lang tid på selve produktionen. Albummet blev af nogle tilhængere anset som et skridt væk fra punk-rødderne, hvorimod andre bare anser albummet for mere velspillet. Albummets første skæring var bandets formentlig mest kendte sang "800°", der handler om en atomkrig og tiden op til denne.
Albummet modtog Aftonbladets pris Rockbjörnen for det bedste svenske album i 1981. Albummet er optaget i i bogen Tusen svenske klassiker (2009).

## Trackliste
| Nr  | Titel                       | Længde | Note |
| --- | --------------------------- | ------ | ---- |
| 1.  | "800°"                      | 3.26   |      |
| 2.  | "Mamma pappa barn"          | 3.01   |      |
| 3.  | Stockholms pärlor           | 2.50   |      |
| 4.  | Alla visa män               | 2.35   |      |
| 5.  | Svart & vitt                | 7.25   |      |
| 6.  | Mental istid                | 3.00   |      |
| 7.  | Till havs                   | 4.18   |      |
| 8.  | Turist i tillvaron          | 2.26   |      |
| 9.  | Slicka uppåt, sparka neråt! | 4.17   |      |
| 10. | Mord i mina tankar          | 3.17   |      |
| 11. | Hat & blod                  | 3.00   |      |

Tekst & Musik: Ebba Grøn, bortset fra "Stockholms Pärlor", der er skrevet af Stry Terrarie.

## Medvirkende
- Joakim "Pimme" Thåström (sang, guitar, strygere, marimba)
- Lennart "Fjodor" Eriksson (el-bas, sang, guitar, mundharmonika)
- Gunnar "Gurra" Ljungstedt (trommer, guitar, synthtrommer)
- Henrik Venant - Kor
- Stig Vig - Kor

## Hitlisteplaceringer
| Liste (1981) | Topplacering |
| ------------ | ------------ |
| Sverige      | 5            |

### Trykte kilder
- Gradvall, Jan, Nordström, Björn, Nordström, Ulf, Rabe, Annina (2009). Tusen svenska klassiker: böcker, filmer, skivor, tv-program från 1956 till i dag (svensk). Stockholm: Norstedt. ISBN 978-91-1-301717-4.{{cite book}}:  CS1-vedligeholdelse: Flere navne: authors list (link)Libris 11378554

## Eksterne links
- Omtale på Allmusic.com
- Omtale på discogs.com